# Reinhard Höhn
Reinhard Heinrich August Höhn, född den 29 juli 1904 i Gräfenthal, Sachsen-Meiningen, död den 14 maj 2000 i Pöcking, Bayern, var en tysk promoverad jurist inom förvaltningsrätt samt SS-officer. Han sökte bland annat att rättsfilosofiskt rättfärdiga Führerprincipen. 
År 1956 grundade Höhn Akademie für Führungskräfte der Wirtschaft.